# Tilly (Eure)
Pour les articles homonymes, voir Tilly.
Tilly est une commune française située dans le département de l'Eure, en région Normandie.

## Géographie
Tilly, commune de Normandie, est distante de 45 km d'Évreux, chef lieu de département.
La commune est desservie par une gare ferroviaire puis routière par la ville voisine, Vernon (Eure).
L'aéroport principal la desservant reste Paris-Charles-de-Gaulle bien que celui de Rouen Vallée de Seine à Boos soit plus facile d'accès.

### Hydrographie
La commune est située dans le bassin Seine-Normandie. Elle est drainée par le cours d'eau 04 de la commune de Tilly, le fossé 01 de la commune de Ecos, le fossé 05 de la commune de Tilly et le fossé 06 de la commune de Tilly,,.
Un plan d'eau complète le réseau hydrographique : la mare du Bovion (0,05 ha),.

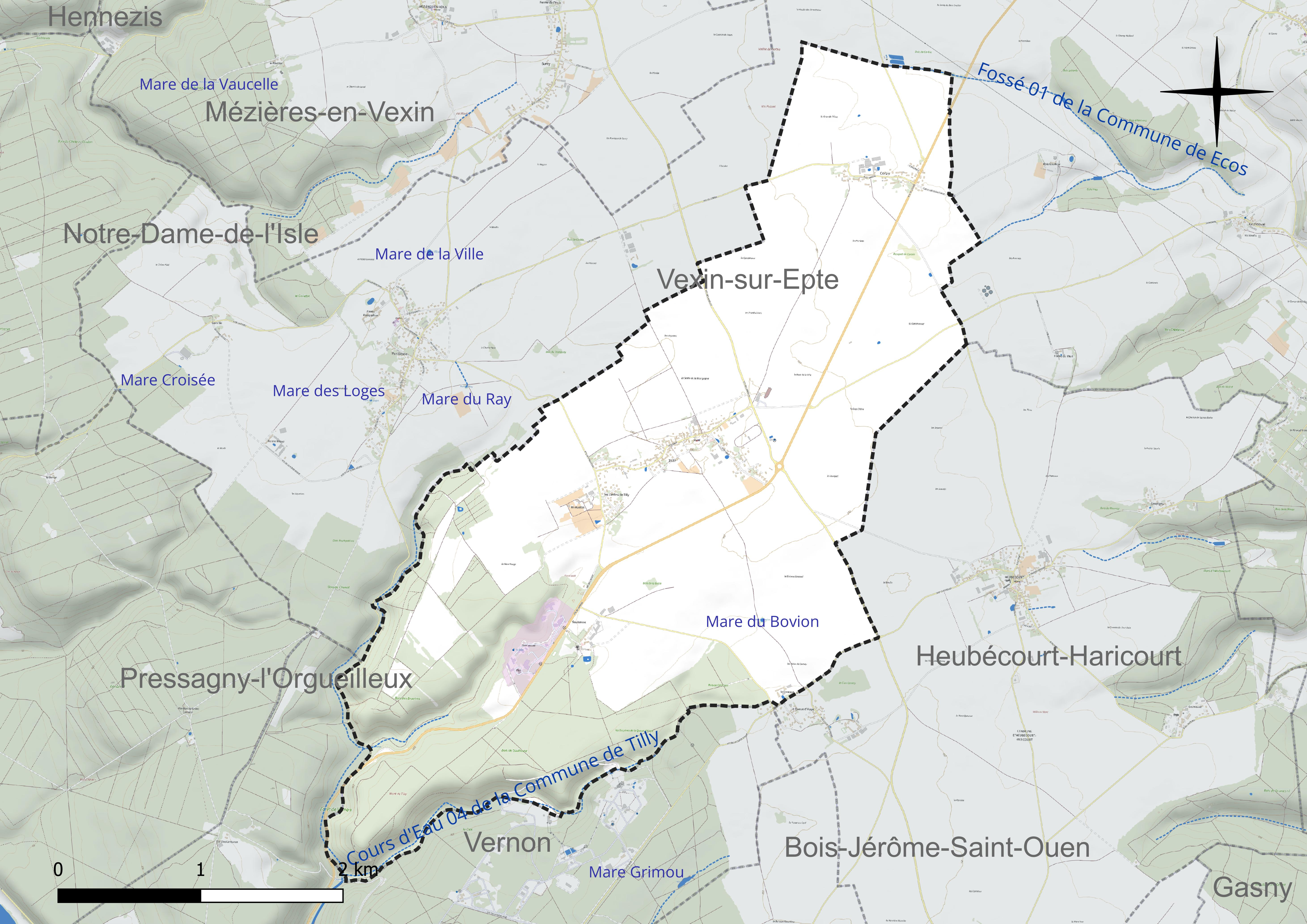
Réseau hydrographique de Tilly.

### Climat
Pour des articles plus généraux, voir Climat de la Normandie et Climat de l'Eure.
En 2010, le climat de la commune est de type climat océanique dégradé des plaines du Centre et du Nord, selon une étude du CNRS s'appuyant sur une série de données couvrant la période 1971-2000. En 2020, Météo-France publie une typologie des climats de la France métropolitaine dans laquelle la commune est exposée à un climat océanique et est dans la région climatique  Sud-ouest du bassin Parisien, caractérisée par une faible pluviométrie, notamment au printemps (120 à 150 mm) et un hiver froid (3,5 °C). Parallèlement le GIEC normand, un groupe régional d’experts sur le climat, différencie quant à lui, dans une étude de 2020, trois grands types de climats pour la région Normandie, nuancés à une échelle plus fine par les facteurs géographiques locaux. La commune est, selon ce zonage, exposée à un « climat des plateaux abrités », correspondant aux plaines agricoles de l’Eure, avec une pluviométrie beaucoup plus faible que dans la plaine de Caen en raison du double effet d’abri provoqué par les collines du Bocage normand et par celles qui s’étendent sur un axe du Pays d'Auge au Perche.
Pour la période 1971-2000, la température annuelle moyenne est de 10,4 °C, avec  une amplitude thermique annuelle de 14,4 °C. Le cumul annuel moyen de précipitations est de 712 mm, avec 11,8 jours de précipitations en janvier et 8,5 jours en juillet. Pour la période 1991-2020, la température moyenne annuelle observée sur la station météorologique la plus proche, située sur la commune d'Étrépagny à 19 km à vol d'oiseau, est de 11,3 °C et le cumul annuel moyen de précipitations est de 774,0 mm,. Pour l'avenir, les paramètres climatiques de la commune estimés pour 2050 selon différents scénarios d’émission de gaz à effet de serre sont consultables sur un site dédié publié par Météo-France en novembre 2022.

## Urbanisme

### Typologie
Au 1er janvier 2024, Tilly est catégorisée commune rurale à habitat dispersé, selon la nouvelle grille communale de densité à 7 niveaux définie par l'Insee en 2022.
Elle est située hors unité urbaine. Par ailleurs la commune fait partie de l'aire d'attraction de Paris, dont elle est une commune de la couronne,. 

### Occupation des sols
L'occupation des sols de la commune, telle qu'elle ressort de la base de données européenne d’occupation biophysique des sols Corine Land Cover (CLC), est marquée par l'importance des territoires agricoles (69,6 % en 2018), en diminution par rapport à 1990 (70,9 %). La répartition détaillée en 2018 est la suivante : 
terres arables (64,3 %), forêts (25 %), zones urbanisées (3,2 %), zones agricoles hétérogènes (3,1 %), zones industrielles ou commerciales et réseaux de communication (2,3 %), prairies (2,2 %). L'évolution de l’occupation des sols de la commune et de ses infrastructures peut être observée sur les différentes représentations cartographiques du territoire : la carte de Cassini (XVIIIe siècle), la carte d'état-major (1820-1866) et les cartes ou photos aériennes de l'IGN pour la période actuelle (1950 à aujourd'hui).

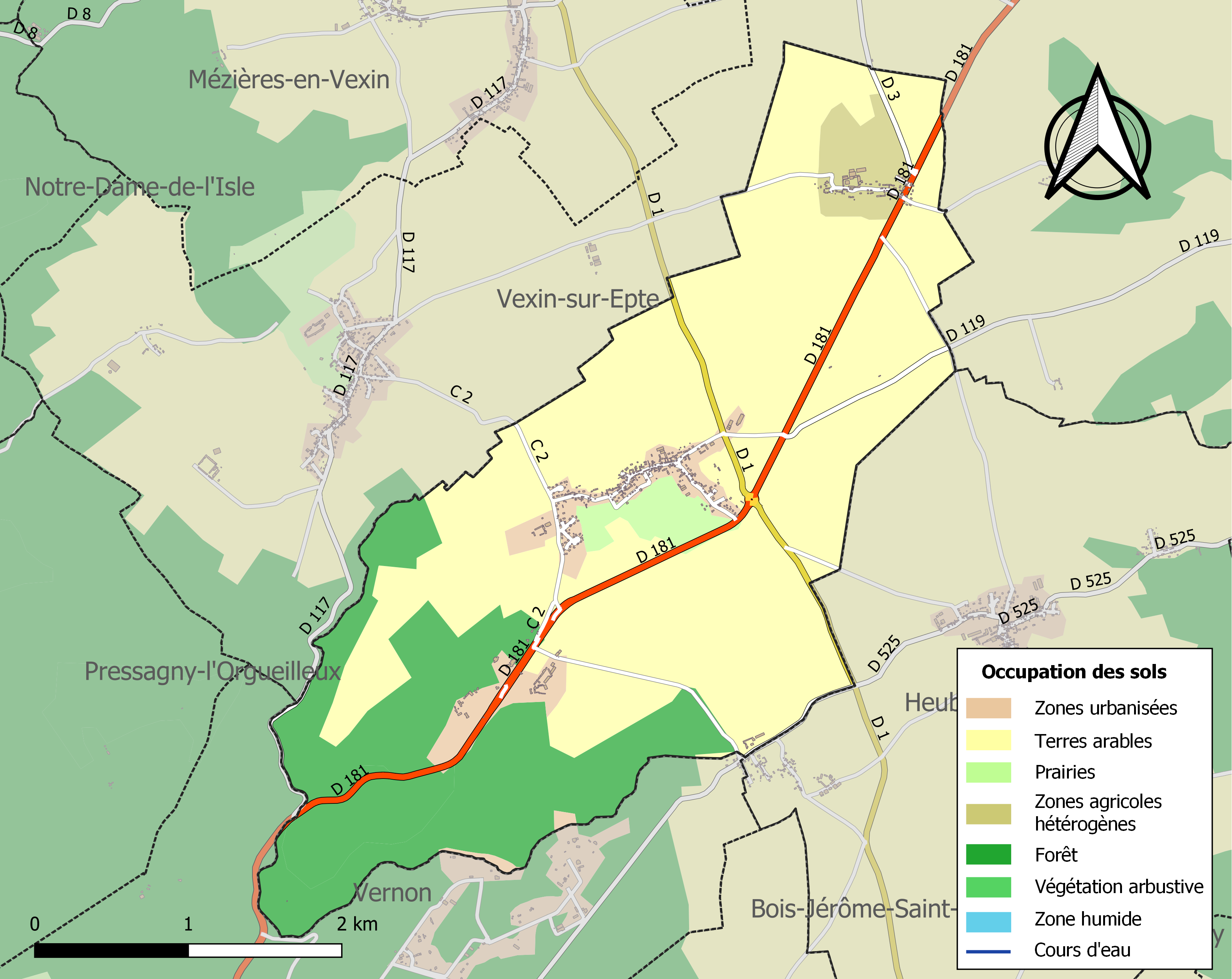
Carte des infrastructures et de l'occupation des sols de la commune en 2018 (CLC).

## Toponymie
Le village est attesté sous les formes Teileet 1028 - 1033 (Fauroux 66, 67), Teillet vers 1030 (charte de Robert le Magnifique), Tilliacum 1221,, Tileium en 1146 (L. P.), Tilliacum en 1221, Tylleium en 1236, Tylly en 1280, Tylliacum en 1283 (cartulaire des Vaux-de-Cernay), Tylli en 1293 (charte de Philippe le Bel), Thilly au XIVe siècle (aveu de Catherine de Daubeuf), Tilli-en-Vexin en 1828 (Louis Du Bois).
Comme c'est parfois le cas, on trouve deux formes avec deux suffixes différents :  -etum, servant le plus souvent en toponymie à indiquer des endroits où poussent des arbres appartenant à la même espèce (qui a donné -ey, -ay ou -oy le plus souvent, -aie en français moderne, ex : chênaie, hêtraie, etc.) et le suffixe gallo-roman d'origine celtique -acum « lieu de », « propriété de », souvent précédé d'un nom de personne.
Il est donc difficile de trancher ici entre le teil (tilleul en ancien français), d'où la signification d'« endroit où poussent des tilleuls »  ou Tilius, nom de personne gallo-romain d'où le sens de « propriété de Tilius ». Les Tilly et Tillac, issus de Tiliacum sont les plus fréquents.

## Histoire
La paroisse est citée par le duc Robert dans la charte de la cathédrale de Rouen.
Richard, fils du seigneur de Tilly et curé de la paroisse, fonda au début du XIIe siècle une communauté qu'il installa au lieu-dit Saulseuse à cause des saules qui s'y trouvaient. Le prieuré de Saulseuse reçut de nombreux dons au cours des premiers siècles de son existence.
Tilly a été chef-lieu de canton durant la Révolution (de 1790 au 8 pluviôse an IX (28 janvier 1801)).
En 1808, Tilly absorbe la commune de Corbie.

## Politique et administration
| Période                                  | Période                     | Identité           | Étiquette | Qualité         |
| ---------------------------------------- | --------------------------- | ------------------ | --------- | --------------- |
| Les données manquantes sont à compléter. |                             |                    |           |                 |
| ?                                        | 1792                        | M. Beuzeron        |           |                 |
| ?                                        | 1803                        | Henri Cherence     |           |                 |
| 1803                                     | 1814                        | Charles Defontenay |           |                 |
| 1814                                     | 1832                        | Aimé Cherence      |           |                 |
| 1832                                     | 1835                        | Jean-Jacques Rault |           |                 |
| 1835                                     | 1840                        | Jean-Denis Leve    |           |                 |
| 1840                                     | 1848                        | Aimé Cherence      |           |                 |
| 1848                                     | 1858                        | François Caron     |           |                 |
| 1858                                     | 1885                        | Louis Dumesnil     |           |                 |
| 1885                                     | 1906                        | Louis Leve         |           |                 |
| 1906                                     | 1920                        | Auguste Bréant     |           |                 |
| 1920                                     | 1955                        | Constant Boitte    |           | Agriculteur     |
| juin 1955                                | juin 1965                   | Maxime Bertin      |           | Agriculteur     |
| juin 1965                                | juin 1995                   | Hubert Boitte      |           | Agriculteur     |
| juin 1995                                | mars 2008                   | Léon Taillieu      |           | Retraité        |
| mars 2008                                | En cours (au 30 avril 2014) | Patrick Jourdain   | UDI       | Acheteur public |

## Démographie
L'évolution du nombre d'habitants est connue à travers les recensements de la population effectués dans la commune depuis 1793. Pour les communes de moins de 10 000 habitants, une enquête de recensement portant sur toute la population est réalisée tous les cinq ans, les populations de référence des années intermédiaires étant quant à elles estimées par interpolation ou extrapolation. Pour la commune, le premier recensement exhaustif entrant dans le cadre du nouveau dispositif a été réalisé en 2005.

En 2022, la commune comptait 575 habitants, en évolution de +5,5 % par rapport à 2016 (Eure : −0,25 %, France hors Mayotte : +2,11 %).
| 1793 | 1800 | 1806 | 1821 | 1831 | 1836 | 1841 | 1846 | 1851 |
| ---- | ---- | ---- | ---- | ---- | ---- | ---- | ---- | ---- |
| 310  | 299  | 315  | 410  | 416  | 423  | 401  | 405  | 380  |

| 1856 | 1861 | 1866 | 1872 | 1876 | 1881 | 1886 | 1891 | 1896 |
| ---- | ---- | ---- | ---- | ---- | ---- | ---- | ---- | ---- |
| 360  | 336  | 360  | 319  | 322  | 331  | 332  | 329  | 305  |

| 1901 | 1906 | 1911 | 1921 | 1926 | 1931 | 1936 | 1946 | 1954 |
| ---- | ---- | ---- | ---- | ---- | ---- | ---- | ---- | ---- |
| 338  | 298  | 301  | 273  | 261  | 286  | 264  | 277  | 255  |

| 1962 | 1968 | 1975 | 1982 | 1990 | 1999 | 2005 | 2006 | 2010 |
| ---- | ---- | ---- | ---- | ---- | ---- | ---- | ---- | ---- |
| 255  | 239  | 270  | 383  | 457  | 457  | 529  | 535  | 563  |

| 2015 | 2020 | 2022 | - | - | - | - | - | - |
| ---- | ---- | ---- | - | - | - | - | - | - |
| 544  | 566  | 575  | - | - | - | - | - | - |

## Culture locale et patrimoine

### Lieux et monuments
- Ancien prieuré de Saulseuse[25], inscrit au titre des monuments historiques depuis 2000. Un château au sein du centre équestre L'écurie de Vernon.
- L'ancienne église Notre-Dame[26] (hameau de Corbie), vendue en 1811, est devenue une grange.
- Église Saint-Martin[27] : y sont notables[28] du XVIe siècle les fonts baptismaux, ainsi que des armoiries à quatre hameaux sculptés, saint Martin patron de la commune, en pierre.
- Obélisque de la fontaine de Tilly, dont l'initiative d'une restauration est due à la duchesse d'Orléans Marie-Adélaïde de Bourbon (1753-1821) : la fontaine elle-même est réduite de nos jours à un simple dispositif technique d'inspection, soit un regard. Quant à l'obélisque, il est érigé en 1814. Un lavoir se situe en deçà de l'ancienne fontaine.
- Non loin de l'obélisque, un mémorial britannique (1944) inauguré le 27 août 2000.

### Personnalités liées à la commune
- Jacques Louis François de Tilly (1749-1822), général français de la Révolution et de l’Empire.

### Héraldique
|  | Les armes de la ville se blasonnent ainsi : D'or à la bande d’azur accompagnée, en chef, d'un tilleul arraché de sinople et en pointe d'une fleur de lys de gueules, au franc-canton du même chargé de deux léopards du champ armés et lampassés aussi d'azur passant l'un sur l'autre. Les deux léopards d'or sur champ de gueules rappellent les armes de la Normandie. |